# 脱兔
脱兔是一款運作於Windows的跨协议下载的下載软件，採用P2SP支持HTTP、BitTorrent协议、eDonkey网络（eMule的网络）、Flashget等資源協議的下載。由广州脱兔计算机科技有限公司开发。

## 主要功能
- 多协议下载，支持BitTorrent、eDonkey网络、FTP、HTTP、MMS、Flashget的資源；
- 多协议搜索；
- P2SP超线程技术，加速HTTP下载；
- BT下载内网互连优化；
- 支持BT邊下載邊播放，支持序列式下载；[2]

## eDonkey网络
在eDonkey网络方面，由于脱兔可能存在吸血和侵犯版权（违反GPL）的问题，被eMule Xtreme Mod等多个eMule Mod的官方动态反吸血驴保护（DLP）库所屏蔽。

## 外部連結
- 脱兔官方网站